# Les Echos (Franța)
Les Echos este primul ziar financiar francez, fondat în 1908 de frații Robert și Émile Servan-Schreiber. Este principalul concurent al ziarului La Tribune, o revistă financiară rivală.

## Istorie și profil
Ziarul a fost înființat ca publicație lunară sub numele Les Échos de l'Exportation de către frații Robert și Émile Servan-Schreiber în 1908. A devenit cotidian în 1928 și a fost redenumit Les Echos. Ziarul a fost cumpărat de grupul media britanic Pearson PLC în 1988 și a fost vândut conglomeratului francez de produse de lux LVMH în noiembrie 2007. Editorul ziarului este Les Echos Le Parisien Médias.
Les Echos are o poziție liberală și apare în timpul săptămânii. Ziarul are sediul la Paris și are un site web lansat în 1996. Ziarul publică analize economice ale unor economiști de frunte, care îi include pe Joseph Stiglitz și Kenneth Rogoff.

În septembrie 2003, Les Echos a trecut de la formatul tabloid la formatul Berliner. În 2004, ziarul a câștigat premiul EPICA.
În 2013, ziarul a început un proiect numit LesEchos360, o platformă de agregare a știrilor de afaceri.

## Tiraj
În anul 2000, Les Echos a fost al șaselea cel mai bine vândut ziar din Franța, cu un tiraj de 728.000 de exemplare. Tirajul din anul 2009 a fost de 127.000 de exemplare. Din iulie 2011 până în iulie 2012, ziarul a avut un tiraj de 120.546 de exemplare.